# Округ Линколн (Западна Вирџинија)
Округ Линколн (енгл. Lincoln County) је округ у америчкој савезној држави Западна Вирџинија.

## Демографија
По попису из 2010. године број становника је 21.720, што је 388 (-1,8%) становника мање него 2000. године.
| Група             | 2000.          | 2010.          |
| Белци             | 21.787 (98,5%) | 21.433 (98,7%) |
| Афроамериканци    | 13 (0,1%)      | 18 (0,1%)      |
| Азијати           | 13 (0,1%)      | 24 (0,1%)      |
| Хиспаноамериканци | 121 (0,5%)     | 96 (0,4%)      |
| Укупно            | 22.108         | 21.720         |